# トロント交響楽団
トロント交響楽団（トロントこうきょうがくだん、英語: Toronto Symphony Orchestra）は、カナダのトロントを本拠地とするオーケストラ。

## 概要
トロント交響楽団は1922年に設立された。例年20万人の集客を誇り、しばしば生演奏がCBC放送を通じて放送されている。RCA、ソニー・クラシカルやフィンランディアなどのレコード会社や、CBCの自主レーベルに録音を残してきた。
日本においては、小澤征爾が初めて音楽監督に就任したオーケストラとして有名である。1965年に就任した小澤は大幅なメンバーチェンジを行っており、コンサートマスターすらも変更した。小澤は就任後、メシアンの『トゥーランガリラ交響曲』
や武満徹の『ノヴェンバー・ステップス』
などの意欲作に取り組み、細身のしなやかなサウンドで20世紀音楽に鮮やかに対応していた。また、英仏日への楽旅を敢行するとともに、メジャー・レーベルとの録音にも乗り出し、楽団の国際的な評価を高めた。
その小澤征爾が4シーズンで辞任後、1969年に音楽監督に就任したカレル・アンチェルは、地味だが着実に楽団のレベルアップを果たした。
また、1975年から1988年まで音楽監督を務めた アンドルー・デイヴィスは、レコーディングと国内外への楽旅を積極的に行い高い音楽性を発揮した。その後、聴衆の動員力低下など一時低迷期もあったが、2004年にピーター・ウンジャンを音楽監督に迎え、同時代のアートとの連携も図り、積極的な演奏活動を繰り広げ、一時の深刻な危機を打破することができた。2020年からグスターボ・ヒメノが音楽監督を務める。
カナダ・トロント出身の著名なピアニストであるグレン・グールドが唯一指揮をしたのが同団による『ジークフリート牧歌』であった。

## 歴代音楽監督等
- ルイジ・フォン・クニッツ(Luigi von Kunits)（1922年 - 1931年）[5]
- アーネスト・マクミラン（1931年 - 1956年）[7]
- ワルター・ジュスキント（1956年 - 1965年）[5]
- 小澤征爾（1965年 - 1969年）[5]
- カレル・アンチェル（1969年 - 1973年）[5]
- アンドルー・デイヴィス（1975年 - 1988年）（1988年から桂冠指揮者[7]）
- ギュンター・ヘルビヒ（1989年 - 1994年）[7]
- ユッカ＝ペッカ・サラステ（1994年 - 2001年）[7]
- ピーター・ウンジャン（2004年 - 2018年）（2018年から名誉指揮者[7]）
- グスターボ・ヒメノ(2020年 - )[7]